# Toříček jednohlízný
Toříček jednohlízný (Herminium monorchis) je vytrvalá rostlina z čeledi vstavačovitých. Poprvé byl popsán Carlem Linném jako Ophrys monorchis v roce 1753.

## Rozšíření
Jedná se o eurasijský druh s rozsáhlým, avšak nesouvislým areálem rozkládajícím se mezi Velkou Británií a Japonskem. Centrem rozšíření jsou temperátní oblasti Asie (Sibiř, Čína, Japonsko), odkud zasahuje do Himálaje a na Kavkaz, v Evropě pak Alpy a jižní Skandinávie; dále se vyskytuje i ve Velké Británii, Beneluxu, Pobaltí a v Karpatech. Na českém území je od roku 1961 nezvěstný, nejbližší lokalita se nachází na Slovensku v Malé Fatře. 

## Ekologie
Druh roste na výslunných pastvinách, loukách, na lesních okrajích a lučních prameništích od pahorkatin do horského (až subalpinského) stupně. Vyhledává bázemi a živinami bohaté, vápnité půdy. Kvete nejčastěji od června do července.

## Popis
Rostlina vyrůstá z malé kulovité hlízy s dlouhými, bělavými kořeny, lodyha je slabě rýhovaná s 1–2 přitisklými šupinatými listy, vysoká 7–30 cm. Přízemní listy jsou dlouhé 4–10 cm a široké 0,6–2 cm. Jsou světle zelené, lesklé, lupenité a vejčitě kopinaté, vyrůstají v počtu dvou až tří.
Květenství je bohaté, úzce válcovité, dlouhé až 10 cm. Listeny jsou kopinaté, o něco kratší než semeníky. Květy jsou drobné, nicí až žlutozelené; vnější okvětní lístky jsou dlouhé 2–3 mm, vnitřní 3–4 mm, jsou vejčitě kopinaté, obrácené špičkami ven. Pysk je dlouhý 3,5–4,5 mm, je bez ostruhy, trojlaločný s výrazně delším prostředním lalokem. Plodem je tobolka.

## Ohrožení
Toříček je konkurenčně velmi slabý, je tedy ohrožen zejména zarůstáním lokalit náletovými dřevinami a jejich nedostatečným obhospodařováním (kosení, příležitostné kácení). Druh je zákonem chráněný na Slovensku, Ukrajině, v Polsku a Srbsku, v Česku a na Slovensku je potom zařazen v Červeném seznamu rostlin. Je chráněný úmluvou CITES.